# Cube Life: Island Survival
Cube Life: Island Survival (kurz meist CL:IS oder Cube Life genannt) ist ein Indie-Sandbox-Videospiel, das von Cypronia entwickelt und erstmals im Juni 2015 für Nintendos damals aktuelle Spielkonsole Wii U als Download im Nintendo eShop veröffentlicht wurde. Später wurde das Spiel auch auf Android, MacOS, Windows, Nintendo Switch und PlayStation 4 portiert, die drei letzten Fassungen mit höher aufgelösten Grafiken (HD-Fassung). Der Spieler steuert darin einen Schiffbrüchigen, der in einer Inselwelt überleben muss. Das Spiel erschien im Fahrwasser des Erfolgs von Minecraft, mit dem es aufgrund des Spielprinzips und seiner Klötzchen-Grafik häufig verglichen wird.

## Spielprinzip
Das Spiel besitzt drei Spielmodi: Survival Mode, Creative Mode und Multiplayer Mode.
Im sogenannten Survival Mode spielt man eine männliche Person namens Barry, die nach einem Schiffbruch auf einer einsamen Insel gestrandet ist. Nun liegt es am Spieler, Barrys Gesundheit aufrechtzuerhalten und die Spielwelt, die aus mehreren Inseln besteht, zu erkunden, um irgendwann die verschiedenen Bossgegner, wie z. B. eine riesige Spinne, zu töten. Nachts tauchen Kannibalen auf, deren Ziel es ist, den Spieler zu töten. Für nahezu jede Aktion im Spiel (laufen, kämpfen, Blöcke an- und abbauen etc.) erhält man Erfahrung. Hat man genug Erfahrung gesammelt, erhöht sich sein Spielerlevel um 1. Das Spiel enthält außerdem eine Internet-Rangliste, auf der die Spieler mit den jeweils höchsten Leveln aufgelistet werden.
Anders als in Minecraft ist die Spielwelt nicht zufallsgeneriert, sondern von den Entwicklern vorgegeben, jeder Spieler startet auf der gleichen Insel. Die Spielwelt ist mehr als viermal größer als die von Minecraft: Wii U Edition.
Im Creative Mode kann der Spieler eigene Maps erstellen und seit Version 1.2 auch mit anderen Spielern teilen.
Im Multiplayer Mode können zwei Spieler in verschiedenen Modi gegeneinander antreten und im Creative Mode zusammen Maps erstellen.

## Entwicklung und Veröffentlichung

### Nach Veröffentlichung
Das Spiel erschien am 4. Juni 2015 in Nordamerika, am 25. Juni 2015 in Europa und am 3. Februar 2016 in Japan. In mehreren Updates wurde das Spiel um Fehler bereinigt, aber im Umfang mit zusätzlichen Funktionen und Spielgegenständen bzw. Kreaturen erweitert. In Version 1.1 wurden der lokale Multiplayer-Modus mit den Spielmodi Deathmatch, Tower Defense und Co-op sowie neue Gebiete und Bossgegner hinzugefügt. Version 1.2 ermöglichte das Teilen von Maps aus dem Creative Mode mit anderen Spielern und fügte ebenfalls neue Gebiete und Bossgegner hinzu. Mit Version 1.3 kam ein Skin-Editor und eine Sortierung nach Freunden in der Internet-Rangliste hinzu.

### HD-Remake/Mobile-Version
Cypronia kündigte am 24. Dezember 2016 um 11:00 Uhr auf ihrer Website ein HD-Remake von Cube Life: Island Survival mit schärferen Texturen und überarbeitetem HUD an, das für den PlayStation Store der PlayStation 4, die Online-Vertriebsplattform Steam und den Nintendo eShop der Nintendo Switch erscheinen sollte. Für Smartphones erschien außerdem eine speziell angepasste Mobile-Version mit einer Mischung aus den neuen und alten Texturen. Das Spiel heißt offiziell Cube Life: Island Survival und wird inoffiziell auch Cube Life: Island Survival HD genannt. Das Spiel wurde am 20. April 2018 als Bezahlversion über Steam und am 8. August 2018 in einer kostenlosen Version mit In-App-Käufen über den Google Play Store bzw. App Store veröffentlicht. Die PlayStation-4- und Nintendo-Switch-Versionen wurden trotz Ankündigung für das vierte Quartal 2018 nicht bis dahin veröffentlicht. Seit einer Umgestaltung der Website von Cypronia ist das Thumbnail des Spiels mit einem Xbox-One-Logo in der rechten oberen Ecke mit dem Text „Coming soon...“ zu sehen. Das Spiel erschien am 26. Dezember 2020 für den Nintendo eShop der Nintendo Switch.

## Rezeption
Minecraft war im Zuge seines Erfolgs (Stand: 2015) auf vielen Plattformen portiert worden, mit Ausnahme der Nintendo-Konsolen. In diese Lücke versuchten mehrere Entwickler vorzustoßen. Cube Life: Island Survival war nach Selbstdarstellung des Entwicklers das erste Minecraft-ähnliche Spiel, das für die Wii U veröffentlicht wurde, noch vor Titeln wie z. B. Stone Shire, Terraria und Discovery. Das Spiel erreichte für kurze Zeit in den Europa-Charts Platz 1, in den US-Charts Platz 2 und in den Japan-Charts Platz 3 des Nintendo eShop.
Das Spiel erhielt von den verschiedensten Spielmagazinen durchgängig mittlere bis gute Bewertungen. Am häufigsten wurden dabei die langen Ladezeiten von 47 Sekunden (ab Version 1.1 nur noch 37,5 Sekunden) bemängelt. Nintendolife bewertete es beispielsweise mit 7 von 10 möglichen Punkten und vergab die Wertung „Good“. Gaming Boulevard bewertete das Spiel mit 8 von 10 Punkten und beschrieb es als „[…] the closest thing to Minecraft on a Nintendo platform“.